# Nimabanana rawana
Nimabanana rawana är en insektsart som beskrevs av Irena Dworakowska 1994. Nimabanana rawana ingår i släktet Nimabanana och familjen dvärgstritar.
Artens utbredningsområde är Sri Lanka. Inga underarter finns listade i Catalogue of Life.